# Parque nacional Canunda
El Parque Nacional Canunda es un parque nacional en Australia Meridional. Está ubicado a 350 km al sureste de Adelaida, sobre la costa a 13 km al suroeste de Millicent. Está formado por dunas costeras, elevaciones en piedra caliza y bosques naturales. Las playas pueden ser peligrosas, pero son populares para la pesca de playa.
La mayor parte del parque solo es accesible para vehículos todoterreno y para marcha.
La región ha sido poblada durante los últimos 10 000 años por miembros del pueblo Boandik quienes vivían en campamentos a lo largo de la costa durante el verano y el resto del año en la zona de los pantanos en chozas (wurlas) permanentes.